# Golden Horseshoe Saloon
Le Golden Horseshoe Saloon est une salle de spectacle située dans la zone de Frontierland du parc à thème Disneyland en Californie.

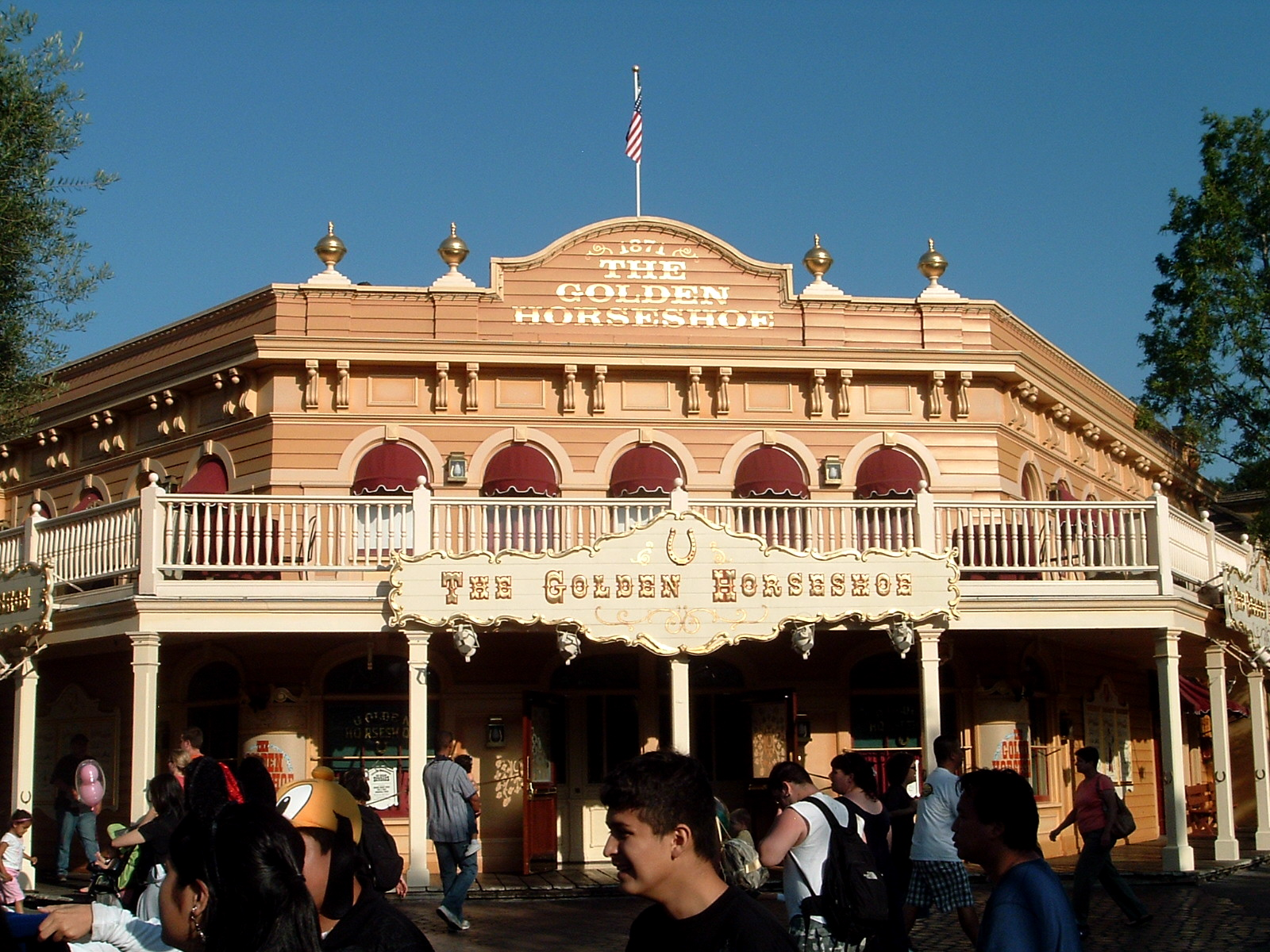

La salle a été reproduite au Magic Kingdom et à Tokyo Disneyland sous le nom de Diamond Horseshoe Saloon.

## Les spectacles
- Golden Horseshoe Revue : 17 juillet 1955 au 12 octobre 1986[2]

Cette première revue, menée par Wally Boag, est célèbre pour sa longévité récompensée par une citation au Livre Guinness des records.
- Golden Horseshoe Jamboree : 1er novembre 1986 au 18 décembre 1994[2]
- Woody's Roundup en 1999[3]
- Golden Horseshoe Variety Show en 2000[3]
- Billy Hill & the Hillbillies depuis 2000[3]